# 2013 LY35
2013 LY35 est un objet transneptunien faisant partie des cubewanos.

## Caractéristiques
2013 LY35 mesure environ 300 km de diamètre.